# 江西师范大学
江西师范大学，或简称江西师大，是中华人民共和国江西省的一所全日制公办师范类本科大学。位于江西省南昌市。江西师范大学是中华人民共和国教育部、江西省人民政府省部共建高校和中西部高校基础能力建设工程高校。。

## 历史沿革
江西师范大学的前身是国立中正大学，创办于1940年6月，首任校长是中国著名植物分类学家、原中央研究院院士胡先骕博士。原中正大学设文、法、理、工、农五个学院，
- 1949年9月，国立中正大学更名为南昌大学（现南昌大学是成立于1958年的江西大学和江西工业大学合并后设立的），设政治学院、文学艺术学院、理学院、工学院、农学院，16个系。
- 1953年，全国的高等院校进行院系调整，原南昌大学各院系分别调出到中山大学、武汉大学、华中工学院、华南师范学院等。以原南昌大学师范部为基础，成立江西师范学院，设中语、历史、艺术、数学、物理、化学、生物7个专修课，后相继改系并增设了一些系。
- 1965年9月，成立江西师范学院靖安分院。
- 1969年1月，江西师范学院被撤销，以师院为主体，加上江西教育学院和江西大学的政教、中文、生物系，成立井冈山大学，校址设在井冈山拿山。
- 1972年9月，井冈山大学迁回南昌，恢复江西师范学院的校名。

1983年11月，江西师范学院更名为江西师范大学:384。
- 2003年3月31日，江西省政府办公厅函复省教育厅，经省政府研究，同意将江西金融职工大学（江西银行学校）成建制并入江西师范大学。
- 2002年12月，瑶湖校区举行奠基仪式，2003年9月瑶湖校区第一届新生入学。
- 2012年，江西师范大学入选中西部高校基础能力建设工程建设高校。
- 2012年10月30日，教育部与江西省人民政府签署协议省部共建江西师范大学。[4]

台湾于1986年沿用国立中正大学原名组建台湾中正大学，1989年开始招生；江西师范大学的前身是民国时期的国立中正大学，与台湾中正大学同根同源，两校都把10月31日定为校庆日，都把民国时期国立中正大学的毕业生作为“前期校友”，并相互收集和交换校史档案资料。两校间长期保持着较为密切的联系。2004年，台湾中正大学第三任校长罗仁权教授到江西师范大学进行访问交流，在参观学校早期文物后感慨地说：“我们的根在江西师范大学！”2004年9月，两校签署了交流合作协议书。2006年以来两校持续保持交流，积极促进互访，并两次签署学术交流合作协议。 2010年，时任台湾中正大学校长吴志扬教授在两校校庆前专程到江西师范大学交流访问，认为是台湾中正大学的一次寻根之旅，并与江西师范大学签署了学术交流合作协议。2011年，时任江西师范大学校长梅国平应邀前往台湾中正大学访问交流，在台湾中正大学图书馆举办了“生态鄱湖——江西师范大学师生版画作品展”。 
江西师范大学与台湾中正大学同根共源，是两岸7对同根共源“双胞胎大学”之一。2012年，江西师范大学从这一特殊文化景观出发，以助推两岸文化认同、政治和解和统一大业为由，提出省部共建江西师大的请求，得到了江西省委省政府、中华人民共和国教育部的支持和中央统战部、国务院台办的认可，成为全国第2所省部共建的地方师范大学。中华人民共和国教育部、江西省人民政府共建江西师范大学，旨在促进江西师范大学各项事业改革与发展，进一步凸显教师教育优势和特色，不断提高教育质量和科研水平，使之成为两岸文化认同的重要纽带和桥梁，优秀教师和高素质人才培养、高质量社会服务以及高水平科学研究和成果转化的重要基地。

## 著名学者
- 胡先骕：植物学家、教育家、文化学者。中国植物分类学的开拓者，与钱崇澍、陈焕镛等同为中国近代植物学的先驱，也是中国近代生物学的开创人之一。江西师范大学前身国立中正大学首任校长（1940-1944年）。
- 蔡方荫：中国土木建筑结构学家，中国科学院院士。1940年8月-1950年12月任江西师范大学前身国立中正大学工学院院长兼土木系主任。
- 杨惟义：中国昆虫学家，一级教授，中国科学院院士，中国半翅目昆虫分类学的奠基人之一。1949年1月，任江西师范大学前身国立中正大学教授。1949年8月，任原南昌大学农学院院长。
- 姚明达：字达人，后改名显微（废姓）。中华民国历史学家、目录学家。在清华大学国学研究院就读时，受业于梁启超，立志研究中国史学史。在目录学领域则有“中国现代目录学之父”之称。1940年，江西师范大学前身国立中正大学于江西省战时省会泰和县成立，姚名达应校长胡先骕聘请，任教于文史系，后改任研究部研究教授。日本侵华战争浙赣会战爆发后，组织国立中正大学战地服务团，奔赴前线，在新淦县石口村遇日军，与学生吴昌达一同被杀。1987年，姚名达被中华人民共和国民政部追认为革命烈士。1990年，江西师范大学50周年校庆，在校园内修筑“显微亭”作为纪念。1995年，姚名达遗骸骨灰从泰和县杏岭（中正大学旧址）迁葬至江西师大显微亭。2002年，原全国人大常委会副委员长、中正大学校友会名誉会长雷洁琼为姚名达题辞“抗战捐躯教授第一人”。2014年，第一批著名抗日英烈和英雄群体名录公布，姚显微（姚名达）名列其中。
- 吴士栋：著名学者。1945年10月开始，历任国立中正大学、原南昌大学、江西师范学院历史系教授。从事逻辑学、哲学、历史学研究。
- 郭庆棻：中国化学家，教育家，江西师范大学名誉校长。历任国立中正大学教授、教务长。1949年中华人民共和国成立后，历任原南昌大学校务委员会副主任、理学院院长，江西师范学院副院长、院长（1979年9月-1983年8月），中国科学院江西分院副院长。
- 谷霁光：中国历史学家，教育家。1938年9月后，历任厦门大学教授，国立中正大学教授、系主任、代总务长。1951年4月后，历任原南昌大学文史系教授，江西师范学院历史系教授、系主任，江西师范学院教务长。
- 胡守仁：著名学者。历任国立中正大学、原南昌大学、江西师范学院、江西师范大学教授，江西师范学院中文系主任、名誉主任，江西省古代文学研究会名誉会长。
- 蔡枢衡：中国刑法学家。1948年主持国立中正大学法律系，任教授兼系主任。国民党撤退时，他被推举主持中正大学校务委员会。
- 胡正谒：著名学者。历任国立中正大学教授、原南昌大学教授、江西师范学院马列主义教研室主任。
- 潘大逵：著名爱国民主人士，中国民主同盟领导人之一。1924年毕业于清华学校，1927年获得斯坦福大学政治学学士学位，1928年春到诺威齐陆军大学特别班学习军事，1929年获得威斯康星大学政治学硕士学位。1930年回国后，潘大逵曾任上海大学法学院专职教授兼政治系主任，国立中正大学法学院教授。主攻政治理论、思想、历史和宪法，著有《欧美各国宪法史》、《中国宪法史纲要》、《近代政治思潮》等。

## 知名校友
近80年来，江西师大累计培养各类优秀人才近45万名，其中师范类专业毕业生35万余人，师范类专业毕业生中涌现出一大批杰出校友和基础教育一线的中坚骨干力量。目前，江西近50%中小学特级教师、60%以上的中小学省级骨干教师、80%以上的高中特级教师和学科带头人都是学校的毕业生。学校现已成为江西基础教育教师人才的摇篮、教师骨干人才培训的基地和基础教育改革发展的引擎。
- 万绍芬：中国第一位女省委书记、中国共产党第十二、十三届中央委员、原中共中央统战部副部长
- 邵鸿：九三学社中央常务副主席、全国政协常委、副主席、中央社会主义学院副院长
- 沈鹏：文化界泰斗、中国书法家协会荣誉主席
- 孙金声：中国工程院院士、俄罗斯科学院院士、俄罗斯工程院院士、中国石油集团高级技术专家
- 方志远：江西师范大学历史系教授、明史学家
- 陈义旺：国家杰出青年科学基金获得者、南昌大学高分子及能源化学研究院院长
- 邹文明：国家杰出青年科学基金获得者、清华大学数学系主任、中国数学会常务理事
- 眭依凡：教育部长江学者特聘教授、北京大学特聘教授、浙江师范大学教科院院长
- 夏明耀：教育部长江学者特聘教授、国家杰出青年科学基金获得者、北京大学信息科学技术学院教授
- 钟昌标：教育部长江学者特聘教授、江西科技师范大学教授
- 舒晓琴：国家信访局原局长、党组书记
- 王太华：第十六、十七届中央委员、安徽省原省委书记
- 支月英：“最美奋斗者”荣誉称号获得者、全国模范教师
- 罗熹：中国人民保险集团党委书记、原中国太平保险集团董事长
- 李保民：原江西铜业集团董事长